# Chaînon Vermilion (Alberta)
Pour les articles homonymes, voir Vermilion.
Le chaînon Vermilion, Vermilion Range en anglais, est une chaîne de montagnes située dans les Rocheuses canadiennes, dans le parc national de Banff, en Alberta au Canada. Cette chaîne est située à l'est du chaînon Sawback et à l'ouest des chaînons Bare et Palliser.
Cette chaîne comporte les sommets suivants :
| Sommet           | Altitude (m) |
| ---------------- | ------------ |
| Cascade Mountain | 2 998        |
| Pic Flints       | 2 950        |
| Mont Brewster    | 2 859        |
| Prow Mountain    | 2 858        |
| Mont Norquay     | 2 522        |